# Parablennius salensis
Parablennius salensis — вид риб з родини Собачкові (Blenniidae), що поширений в східній і центральній Атлантиці біля берегів Кабо-Верде. Морська тропічна демерсальна риба, сягає 6.0 см довжиною.